# Ramon Berndroth
Ramon Berndroth (* 24. März 1952 in Mainz) ist ein ehemaliger Fußballspieler. Er arbeitete von 1991 bis 2021 mit Unterbrechungen als Fußballtrainer. Zuletzt war er als Nachwuchskoordinator bei Kickers Offenbach tätig.

## Spielerkarriere
Seine Spielerkarriere begann in seinem Heimatverein 1. FSV Mainz 05. Anschließend wechselte er zu den Amateuren von Eintracht Frankfurt. Mitte der 1970er Jahre spielte er mit dem VfR Bürstadt in der Zweiten Bundesliga. Im Alter von 26 Jahren musste Berndroth seine Karriere verletzungsbedingt beenden.

## Trainerkarriere
Zunächst war er von 1991 bis 1997 als Co-Trainer bei Eintracht Frankfurt tätig. Daneben war er Cheftrainer der zweiten Mannschaft. Danach war er zwei Jahre beim VfB Lübeck. Zwischen 2000 und 2003 war er Cheftrainer bei Kickers Offenbach in der Regionalliga Süd. Nach seiner Entlassung wechselte er zum VfR Neumünster, ehe er nach nur zwei Monaten beim 1. FC Eschborn als Trainer der U23 nach Offenbach zurückkehrte. In der Zweitligasaison 2007/08 war er nach der Entlassung von Wolfgang Frank für ein Spiel Interimstrainer. Zum Beginn der Zweitligasaison 2008/09 wechselte er zum FSV Frankfurt, der gerade in die 2. Bundesliga aufgestiegen war und wo Trainer Tomas Oral nicht die erforderliche Trainerlizenz hatte. Berndroth betreute 2009/10 hauptverantwortlich die zweite Mannschaft des FSV, die am Ende der Saison von der Hessenliga in die Regionalliga Süd aufstieg. Nach einer 2:7-Niederlage bei den Stuttgarter Kickers am 16. Spieltag entschloss sich die sportliche Leitung des FSV, sich von Berndroth und seinem Co-Trainer Mike Osei zu trennen. Berndroths Nachfolger wurde am 17. November 2010 Bernhard Trares.
Vom 5. Dezember 2016 bis zur Winterpause war er nach der Freistellung von Norbert Meier Interimstrainer des SV Darmstadt 98. Nach drei Niederlagen in drei Spielen übernahm Torsten Frings das Team im Januar 2017.
Seit Dezember 2019 ist er wieder bei Kickers Offenbach tätig, wo er die Funktion des Co-Trainers und Sportkoordinators übernimmt.

## Karriere als Sportkoordinator
Zum 1. Juli 2011 kehrte Ramon Berndroth in neuer Funktion als Sportkoordinator des Gesamtvereins Kickers Offenbach zum OFC zurück und übernahm außerdem die Leitung des Nachwuchsleistungszentrums. Zwischen 2014 und Dezember 2019 war er als Sportlicher Leiter des Leistungszentrums beim SV Darmstadt 98 tätig.

## Privates
Sein Sohn Nino Berndroth ist ebenfalls Fußballspieler und spielte unter seinem Vater bei der U23 von Kickers Offenbach. Sein Sohn folgte ihm 2008/09 zum FSV Frankfurt und spielte dort ebenfalls in der U23. Mittlerweile ist Nino Berndroth als Kaderplaner der U17- bis U21-Mannschaften von Eintracht Frankfurt tätig.